# Doktorn kan komma (TV-serie, 2021)
Doktorn kan komma (engelska: RFDS) är en australisk dramaserie för TV. Serien, vars första säsong består av åtta avsnitt, hade premiär 11 augusti 2021. Serien förnyades med en andra säsong, också den bestående av åtta avsnitt, med premiär under 2023. Även en tredje säsong är planerades 2023 och sänds under 2024. Serien är skapad av Ian Meadows, Imogen Banks och Mark Fennessy som också skrivit seriens manus.

## Handling
Serien kretsar kring livet för de flygande doktorerna vid RFDS (Royal Flying Doctor Service).

## Rollista (i urval)
- Justine Clarke - Leonie Smith
- Rob Collins - Dr. Wayne Yates
- Stephen Peacocke - Pete Emerson
- Emma Hamilton -  Dr. Eliza Harrod
- Ash Ricardo - Mira Ortez
- Rodney Afif - Graham Rodney
- Jack Scott - Matty Harris
- Thomas Weatherall - Darren Yates
- Sofia Nolan - Taylor Emerson
- Ash Hodgkinson - Henry Harrod
- Kate Mulvany - Rhiannon Emerson